# سبک-گوشو هیهو نیتن ایچی-ریو

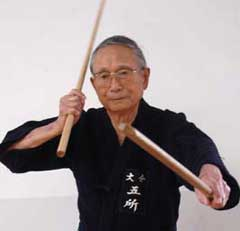
گوشو موتوهارو

سبک-گوشو هیهو نیتن ایچی-ریو (به ژاپنی: 五所派兵法二天一流 Gosho-ha Hyōhō Niten Ichi-ryū)، یکی از شاخه‌های سبک نیتن ایچی-ریو، در کن‌جوتسو بود که توسط میاموتو موساشی ایجاد شده بود، این شاخه تحت نظارت گوشو موتوهارو، شیهان از نسل نهم، از آوریل ۲۰۰۷ با «سی‌تو» (سبک اصلی) تحت رهبری یوشیموتی کیوشی، دوازدهمین جانشین هیهو نیتن ایچی-ریو و دهمین جانشین گوشو-ها هیهو نیتن ایچی-ریو، دوباره ادغام شد.